# Susanna Lindmark
Susanna Margareta Lindmark, tidigare Almgren, född 14 januari 1967 i Norrtälje församling, Stockholms län, är en svensk dirigent.
Lindmark är sedan 2004 dirigent för kören Arctic Light. Hon är även projektledare för Körcentrum Nord.

## Utmärkelser
- 2023 - Medaljen för Tonkonstens Främjande.